# Kaboboapalis
Kaboboapalis (Apalis kaboboensis) är en fågel i familjen cistikolor inom ordningen tättingar.

## Utseende och läte
Kaboboapalis är en 12 cm lång grå apalis med en rätt lång och kilformad stjärt. Hanen är svartaktig till skiffergrå på huvud och ovansida. Även stjärten är svartaktig, med smala vitaktiga fjäderspetsar, liksom strupe och övre delen av bröstet, på nedre delen av bröstet och buken övergående i ljusgrått. Undre vingtäckarna är vita. Ögat är rödbrunt, näbben svart och benen gulskära. Honan är ljusare grå ovan samt på strupe och bröst, buken vitaktig.
Arten är lik kastanjestrupig apalis som den ofta behandlas som en del av, men är jämfört med denna grå istället för kastanjebrun på strupen, mörkare grå på bröstet hos hanen och skilda dräkter mellan könen. Vidare är hanen något ljusare och mer olivfärgad ovan. Den är också mindre med kortare vingar och stjärt. Lätet, en torr och sträv drill, liknar dock kastanjestrupig apalis.

## Utbredning och systematik
Fågeln förekommer i Demokratiska republiken Kongo kring Mount Kabobo. Vissa behandlar den som en underart till kastanjestrupig apalis (A. porphyrolaema).

### Familjetillhörighet
Cistikolorna behandlades tidigare som en del av den stora familjen sångare (Sylviidae). Genetiska studier har dock visat att sångarna inte är varandras närmaste släktingar. Istället är de en del av en klad som även omfattar timalior, lärkor, bulbyler, stjärtmesar och svalor. Idag delas därför Sylviidae upp i ett antal familjer, däribland Cisticolidae.

## Levnadssätt
Arten hittas i trädtaket i bergsskogar på mellan 1600 och 2480 meters höjd. Födan är dåligt känd, men tros huvudsakligen bestå av insekter som den plockar från blad och grenar. Inget är känt om dess häckningsbiologi annat än att den troligen häckar oktober–november.

## Status och hot
Kaboboapalisen har en liten världspopulation bestående av uppskattningsvis endast 2 500–10 000 vuxna individer. Den tros också minska i antal till följd av habitatförlust. Fågeln är därför upptagen på internationella naturvårdsunionen IUCN:s röda lista över hotade arter, kategoriserad som sårbar (VU).